# Anna Majani
Anna Majani (Bologna, 4 febbraio 1936 – Bologna, 28 febbraio 2021) è stata un'imprenditrice e politica italiana, soprannominata "la regina del cioccolato".

## Biografia
Figlia di Francesco Majani, della ditta Majani, venne da lui avvicinata alla musica e al teatro fin da bambina; si recava ai concerti con il suo maestro di pianoforte Mino Arcangeli e al teatro con Madame Jeannet, parigina trasferita a Bologna, che la seguì fin dai primi anni. Il teatro diventò la sua passione. Da adulta inizierà a organizzare incontri dopo lo spettacolo in casa sua, a Palazzo Fantuzzi, con gli attori e gli amici: incontri che col tempo diventarono un appuntamento fisso bolognese dandole modo di conoscere e diventare amica di attori, attrici e registi come Umberto Orsini, Gabriele Lavia, Giuliana Lojodice, Claudio Abbado, Paolo Stoppa, Renato Rascel. Seguì in modo speciale il regista Pier Luigi Pizzi andando ai suoi spettacoli in molte città italiane e straniere. Anche la musica ebbe sempre una posizione importante nella sua vita.

### Carriera
A 18 anni cominciò a lavorare come dattilografa nell'azienda di famiglia aiutando il padre, Francesco. L'azienda era stata fondata nel 1796 da Teresina Majani, e dopo 6 generazioni di uomini al comando entrò in una fase declinante, sfociando quindi in una grave crisi nel 1976; Anna, ipotecando i beni familiari, ottenne un finanziamento necessario per riprendere nel 1985 il controllo totale dell'azienda, aiutata in questo anche dal figlio, avuto a 15 anni; il giovane, entrato in ditta nel 1979, si rivelò un esperto degli aspetti finanziari. I due rilanciarono quindi l'azienda.
La sua attività si svolaw nell'area produttiva dove realizzò diversi prodotti e nell'area del marketing e delle vendite. Diventò vicepresidente con deleghe specifiche alle relazioni esterne e al settore creativo. Decisa a portare fino in fondo le sue idee, gestì l'azienda con grande competenza riuscendo a motivare i propri dipendenti.  Seppe trasformare i cioccolatini della ditta in oggetti di design e aggiunse carisma al marchio dell'azienda. Mantenne con decisione la proprietà alla famiglia bloccando offerte di acquisto giunte tra le altre anche da Nestlé
Vinse la battaglia legale contro la FIAT, che voleva impedire l'uso del suo nome nel famosissimo cremino FIAT nato nel 1911 come iniziativa pubblicitaria per il lancio dell'automobile Fiat Tipo 4
Nel 2011 l'azienda ebbe l'assegnazione della Palme d’Or al primo Salon du Chocolat italiano e il riconoscimento della targa “impresa che ha fatto la storia d’Italia”.

### Attività sociale
Si occupò molto anche di volontariato, in particolare per l'Unitalsi (Unione Nazionale Italiana Trasporto Ammalati a Lourdes e Santuari Internazionali); dopo un primo viaggio a Lourdes ne rimase talmente coinvolta che vi ritornò come volontaria per molti anni partecipando al pellegrinaggio dell’Hospitalité Notre Dame de Lourdes.

### Attività politica
Nel 2000, su indicazione Beniamino Andreatta, venne candidata nelle elezioni per il Consiglio regionale dell'Emilia-Romagna; una volta eletta fece parte delle commissioni Attività produttive, Turismo, Cultura, Scuola, e formazione lavoro, ritenendo l'esperienza estremamente interessante. Dopo 5 anni, giunta al termine dell'incarico, venne ricandidata nella lista Uniti nell'Ulivo: risultata prima dei non eletti, entrò in consiglio per dimissione di un eletto nel 2009.

### Morte
Anna Majani morì nel 2021, all'età di 85 anni, per complicazioni da COVID-19.. Il sindaco di Bologna la ricordò sottolineando che "Il suo impegno e il suo lavoro hanno contribuito a tenere alta la reputazione di Bologna e dell’Italia nel mondo"

## Onorificenze
- Medaglia d'argento dell'Hospitalitè-Louders.
- Un olivo secolare è stato piantato in suo onore di fronte alla sede dell'azienda a Crespellano[14]

## Premi
- 2016 - Premio Internazionale Standout Woman Award[15]
- 2021 - Premio Tavoletta d'oro speciale alla memoria dalla Compagnia del cioccolato per la pralina Inca Maracaibo[14][16]

## Cariche
- È stata componente del Consiglio di Amministrazione del Teatro Comunale di Bologna
- Socia del Bologna Festival, Musica Insieme, dell’Accademia Filarmonica, del Centro San Domenico, degli Amici della Fenice, dell'Ateneo Veneto.
- Vicepresidente della casa di riposo per artisti drammatici Lyda Borelli e favorisce la ristrutturazione del suo teatro[17]
- Componente del comitato per le iniziative di solidarietà dell'Associazione Industriali di Bologna.[6]